# Looney Tunes: Due conigli nel mirino
Looney Tunes: Due conigli nel mirino (Looney Tunes: Rabbits Run) è un film d'animazione direct-to-video del 2015 co-prodotto e diretto da Jeff Siergey. Il film fu prodotto dalla Warner Bros. Animation dopo la cancellazione della serie televisiva The Looney Tunes Show, con la quale non ha legami di continuità pur condividendone parte del team tecnico principale, l'ambientazione urbana e il character design. L'animazione fu realizzata dalla Rough Draft Korea. Fu distribuito in DVD-Video negli Stati Uniti il 4 agosto 2015, ma era stato reso disponibile dalla Walmart già dal 7 luglio.

## Trama
Il generale della NSA Foghorn Leghorn supervisiona un'operazione su una montagna nella giungla centrale del Messico. L'obiettivo è estrarre un fiore raro, poiché gli agenti ritengono che sia l'arma più potente del mondo. Tuttavia, esso viene portato via da Speedy Gonzales. A New York, Lola Bunny è stanca di lavorare per Giovanni Jones al banco dei profumi dei grandi magazzini Acme. Dopo aver danneggiato accidentalmente il negozio, viene licenziata e fa un lungo e imbarazzante viaggio verso casa nel taxi di Bugs Bunny. Nel suo appartamento trova il suo padrone di casa, Speedy, che le regala il fiore ignaro di essere sorvegliato dalla NSA. Il generale Leghorn invia l'agente Taddeo a sorvegliare il fiore, ma Lola lo usa per creare un profumo che, a sua insaputa, è in grado di rendere invisibili finché non viene lavato via. Cecil manda i suoi scagnozzi a prenderlo, ma Lola esce dalla finestra e cade sul taxi di Bugs di sotto. Il generale Leghorn offre una ricompensa di 500000 $ per la cattura dei due conigli, e Yosemite Sam, che si stava preparando a rapinare una banca a Times Square con una pistola ad acqua, li incontra e li cattura. Tuttavia, si rifiuta di consegnarli alla NSA o al NYPD finché non avrà i soldi, e ne consegue uno scontro a fuoco unilaterale. Lola e Bugs scappano e scivolano in un tombino. All'uscita trovano Giovanni che sottrae il profumo. Lola lo insegue ma viene portata via da Cecil in un furgone. Bugs salta nel taxi di Daffy Duck e li segue. In un luogo segreto, Cecil e i suoi scagnozzi interrogano Lola e la lasciano morire, ma Bugs e Daffy riescono a liberarla. Fuggendo attraverso New York, i conigli si affrettano verso l'aeroporto, mentre Daffy riflette sulla bella vita delle anatre di Central Park.
Dopo essere stato arrestato, Sam ruba un'auto della NSA e segue Bugs e Lola all'aeroporto, salendo su un aereo con loro, Giovanni e Cecil. Bugs recupera il profumo e fa un paracadute con dei vestiti, quindi lui e Lola si gettano dall'aereo e atterrano nell'Oceano Atlantico. Mac e Tosh li raccolgono nel loro yacht, provano il profumo e scoprono insieme ai due conigli i suoi veri poteri. Arrivati a Parigi, Bugs e Lola si rendono invisibili e si divertono nella città dove finiscono per innamorarsi. Quando però inizia a piovere, l'invisibilità svanisce e si ritrovano intrappolati tra Taddeo, Cecil, Sam e Giovanni che li hanno raggiunti. Dopo una breve rissa, tutti vengono teletrasportati su una stazione spaziale su Marte, dove Marvin il Marziano afferra la bottiglia e Cecil rivela di lavorare per lui. L'alieno descrive il suo piano per rendere invisibile tutta la Terra, poiché ostruisce la sua vista di Venere. Per farlo, estrae la parte invisibile del filtro dalla parte profumata, ma le due parti rimangono in due flaconi identici. Bugs e Lola prendono i flaconi e, all'insaputa di Marvin, li scambiano, così quando quest'ultimo ne diffonde uno sulla Terra, finisce per renderla solo profumata. Bugs usa l'altro flacone per rendere invisibili se stesso e gli altri terrestri, permettendo loro di sfuggire ai marziani, e tutti salgono a bordo di un razzo. Prima di andarsene, il coniglio lancia a Marvin l'esplosivo che egli avrebbe dovuto usare per far saltare in aria la Terra, facendo esplodere Marte e lasciandolo appeso a una radice.
Il razzo riporta tutti sulla Terra, ma affonda nella Senna con il filtro apparentemente ancora al suo interno. Taddeo si convince che il mondo non sia pronto per l'invisibilità, e arresta Cecil. Lola perdona Giovanni per aver rubato il profumo e continua felicemente la sua relazione con Bugs. Inaspettatamente, Speedy si presenta per ritirare il suo "cornetto mattutino" e chiama brevemente Lola per il suo mancato pagamento dell'affitto mentre era in grado di visitare Parigi, prima di partire per la Svizzera. Un anno dopo, il magnate del profumo Pepé Le Pew presenta il suo nuovo profumo "Lola". A New York, Bugs rivela di avere ancora la pozione dell'invisibilità, mentre Daffy si è ritirato a Central Park.

## Personaggi
- Lola Bunny – Un'ex commessa di un negozio di cosmetici in fuga per aver creato accidentalmente un profumo che rende invisibili. È doppiata in inglese da Rachel Ramras e in italiano da Deborah Ciccorelli.
- Bugs Bunny – Un tassista che "incastrato" da Lola finisce nel mirino di alcune persone che vogliono appropriarsi del filtro. È doppiato in inglese da Jeff Bergman e in italiano da Davide Garbolino.
- Marvin il Marziano – Un marziano che progetta di usare il filtro per rendere la Terra invisibile poiché essa gli blocca la visuale su Venere. È doppiato in inglese da Damon Jones e in italiano da Mino Caprio.
- Daffy Duck – Un tassista che non ama la sua vita monotona e, dopo essere arrivato a Central Park accompagnando Bugs e Lola, decide di stabilirvisi. È doppiato in inglese da Jeff Bergman e in italiano da Marco Mete.
- Foghorn Leghorn – Un generale della NSA che vuole impadronirsi del filtro. È doppiato in inglese da Jeff Bergman e in italiano da Alberto Angrisano.
- Yosemite Sam – Un rapinatore che, ignaro dei poteri del filtro, insegue Bugs e Lola unicamente per un fattore economico. È doppiato in inglese da Maurice LaMarche e in italiano da Pierluigi Astore.
- Taddeo – Una spia del generale Leghorn che viene inviata a catturare Bugs e Lola. È doppiato in inglese da Billy West e in italiano da Marco Baroni.
- Cecil Tartaruga – Un sottoposto di Leghorn che sembra inseguire Bugs e Lola per proprio conto finché non rivela di fare il doppio gioco lavorando per Marvin. È doppiato in inglese da Jim Rash e in italiano da Francesco Bulckaen.
- Giovanni Jones – L'ex datore di lavoro di Lola che viene a sapere del filtro e decide di impadronirsene. È doppiato in inglese da Michael Serrato e in italiano da Ambrogio Colombo.
- Speedy Gonzales – Un topo che corre a velocità supersonica e proprietario dell'appartamento di Lola. È doppiato in inglese da Fred Armisen e in italiano da Gabriele Patriarca.
- Mac e Tosh – Due geomidi gentili che accolgono Bugs e Lola sul loro yacht e li portano a Parigi. Sono doppiati in inglese rispettivamente da Rob Paulsen e Jess Harnell e in italiano da Massimiliano Plinio ed Emiliano Coltorti.
- Pete Puma – Uno stagista che lavora per il generale Leghorn. È doppiato in inglese da Jess Harnell e in italiano da Luca Biagini.
- Porky Pig – Un automobilista che viene bloccato da Bugs e Lola. È doppiato in inglese da Bob Bergen e in italiano da Massimiliano Alto.

## Distribuzione

### Edizione italiana
L'edizione italiana del film è stata trasmessa solo in televisione, il 5 marzo 2017, su Boomerang. Il doppiaggio fu eseguito dallo Studio Emme e diretto da Fabrizio Temperini su dialoghi di Giorgio Tausani. Benché il doppiaggio sia stato eseguito integralmente, l'edizione italiana presenta alcune censure.